# Dicronocephalus
Genre
Dicronocephalus est un genre d'insectes coléoptères de la famille des Scarabaeidae, de la sous-famille des Cetoniinae, de la tribu des Goliathini. Il a été décrit par Frederick William Hope en 1831.

## Description
Cette cétoine possède en général un corps aplati de couleur noire sans reflets métalliques avec trois paires de pattes de couleur jaunâtre. Elle mesure 2 cm de longueur sur 1 cm de largeur. Elle possède parfois des minuscules taches orangé à l'articulation de l'exosquelette. L'espèce Dicronocephalus wallichii quant à elle est entièrement jaune.
La surface de ses élytres est renforcée par de nombreux points et entailles.
Cet insecte se nourrit de bois mort (racines en décomposition, troncs, etc.).

## Habitat
Les espèces du genre Dicronocephalus s'observent surtout dans les forêts tropicales de Chine, jusqu'en Birmanie et nord-est de l'Inde pour certaines espèces, mais peuvent aussi fréquenter les jardins et les prairies.

## Espèces et sous-espèces
- Dicronocephalus adamsi Pascoe, 1863
  - Dicronocephalus adamsi drumonti Legrand, 2005
- Dicronocephalus chantrainei Devecis, 2008
- Dicronocephalus dabryi Auzoux, 1869
- Dicronocephalus shimomurai Kurosawa, 1986
- Dicronocephalus uenoi Kurosawa, 1968
- Dicronocephalus wallichii Hope, 1831[2]
  - Dicronocephalus wallichii bowringi Pascoe, 1836
- en langue vernaculaire, le Goliath dicronocéphale[3]